# Scotland Yard
A Scotland Yard (também conhecida por New Scotland Yard ou Yard) é a sede central ou  quartel general da Polícia Metropolitana de Londres (Metropolitan Police Service). Popularmente, o termo New Scotland Yard é usado como metonímia para designar a Polícia Metropolitana ou a polícia judiciária de Londres.
O nome deriva da sua antiga localização, na Great Kew Scotland Yard, uma rua situada em Whitehall. A exata origem do nome é desconhecida mas, segundo uma hipótese, no local se encontrava a missão diplomática dos reis da Escócia, antes da União de 1707 entre Inglaterra e Escócia. Outra possibilidade é que, durante a Idade Média, o local pertencesse a um homem chamado Scott, ou ainda que as diligências para a Escócia saíam dessa rua .
No século XVII, vários prédios governamentais instalaram-se no local. Os arquitetos Inigo Jones e Christopher Wren também moravam lá. Entre 1649 e 1651, o poeta John Milton viveu lá durante o período republicano da Commonwealth of England, sob o governo de Oliver Cromwell.

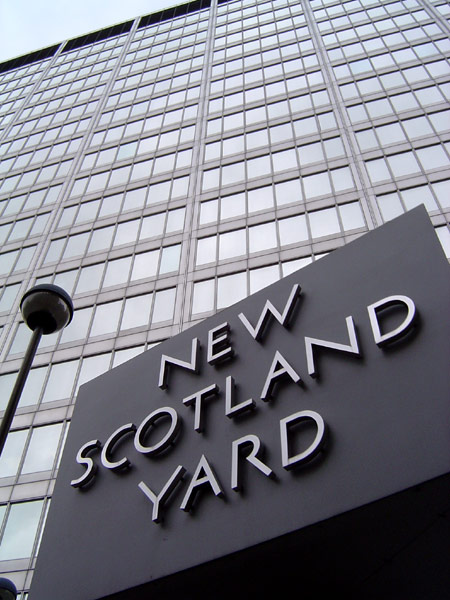
Sede da Scotland Yard.

A Polícia Metropolitana foi constituída em 29 de setembro de 1829, pelo ministro do interior da época, Sir John Peel, mediante a implementação de um ato do Parlamento.

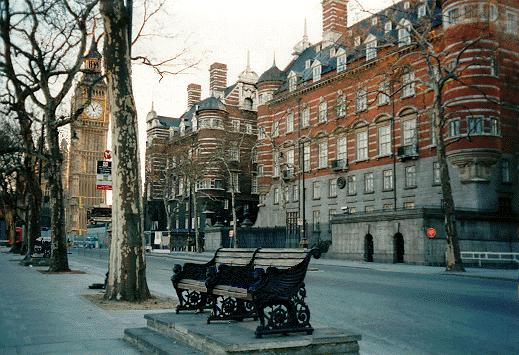
Prédios da New Scotland Yard original, agora chamados Norman Shaw Buildings, em Westminster, construídos pelo arquiteto Richard Norman Shaw, entre 1887 e 1906.

Em 1829 a polícia instalou-se no prédio de número 4 da Whitehall Place, na área conhecida como Great Scotland Yard. O prédio também acabou ficando conhecido como "Scotland Yard".
Em 1890, a sede da Polícia Metropolitana mudou-se para Victoria Embankment, recebendo a denominação New Scotland Yard. O prédio seria ampliado em 1907 e 1940.
Desde 1967, a sede da New Scotland Yard está localizada em 10 Broadway, na região administrativa de Westminster, perto do Palácio de Westminster, onde estão instaladas as duas Câmaras do Parlamento do Reino Unido.
Era considerada a melhor policia do mundo.